# Simon von Taisten

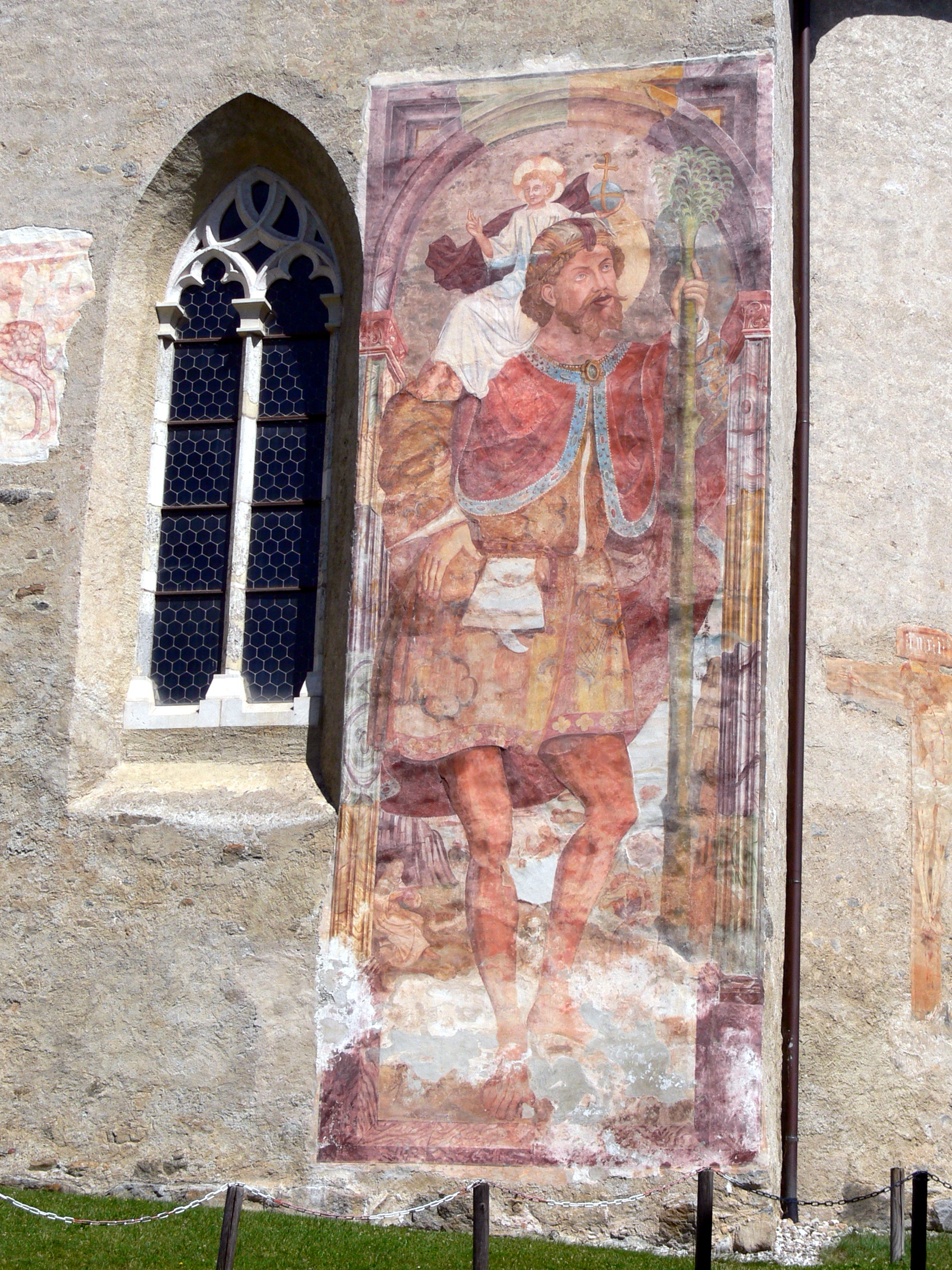
Christophorus-Fresko in Taisten

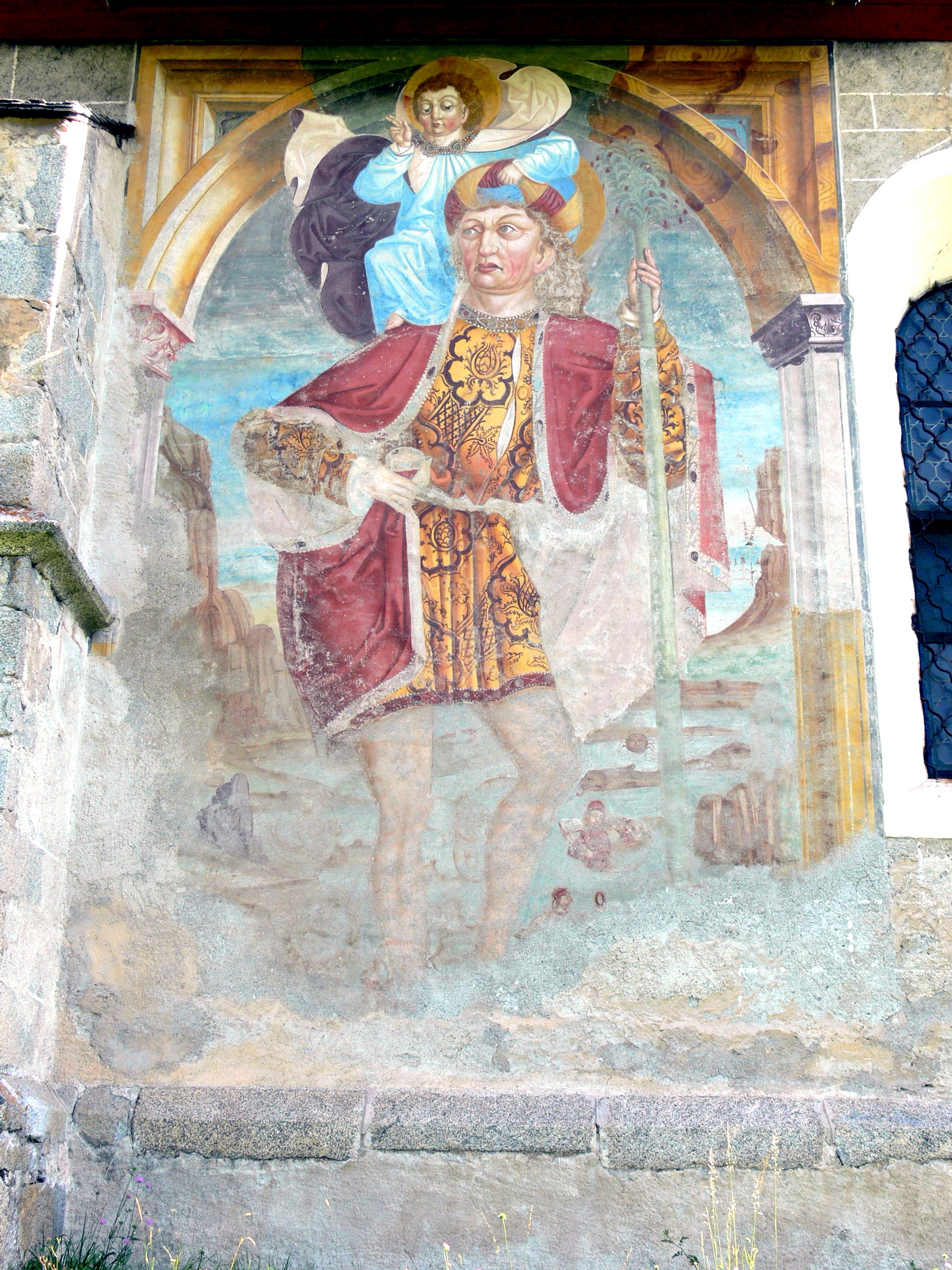
Christophorus-Fresko in Nasen von Simon von Taisten (um 1500)

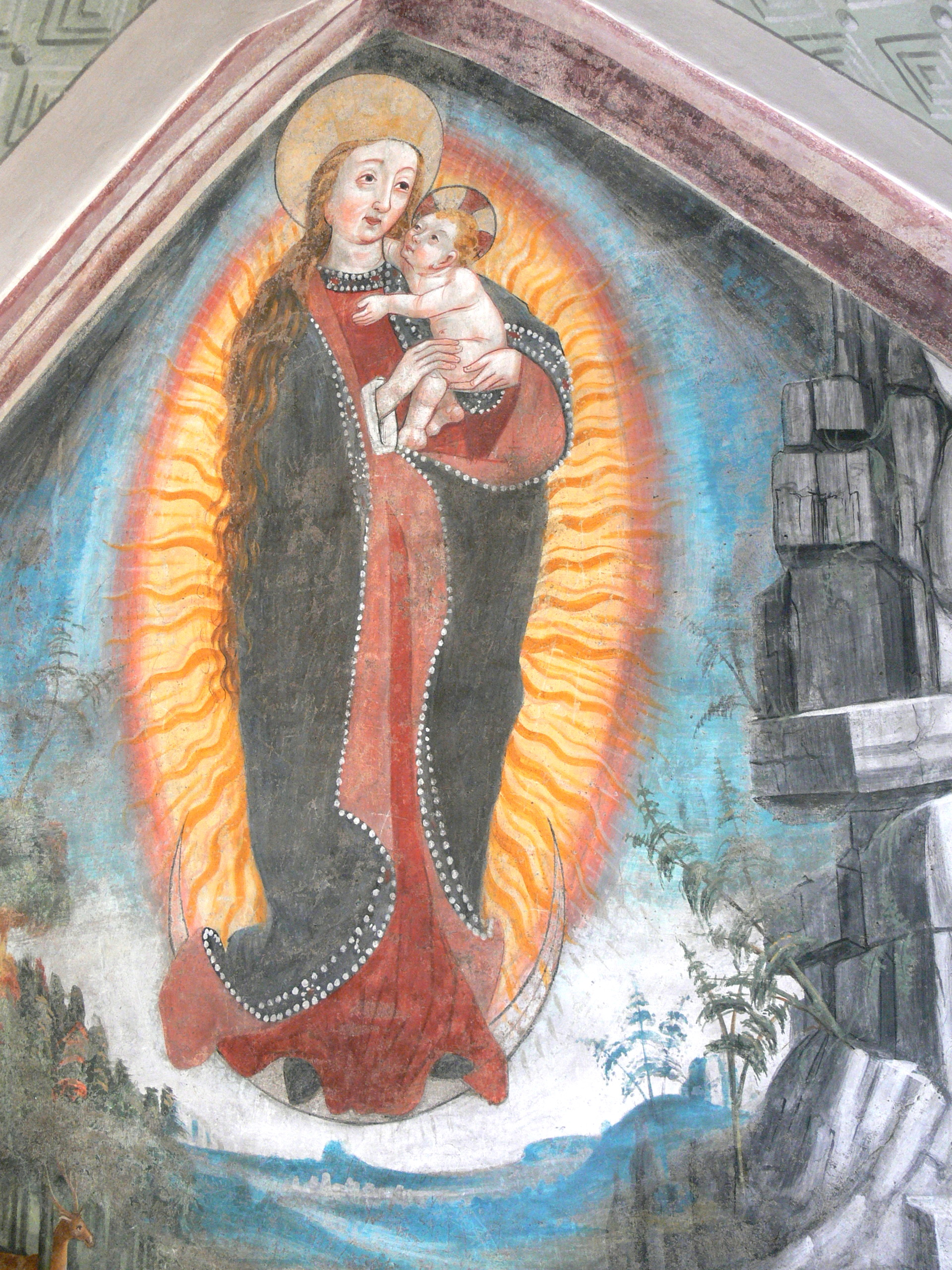
Madonna mit Kind, Fresko in Mitterolang (um 1500)

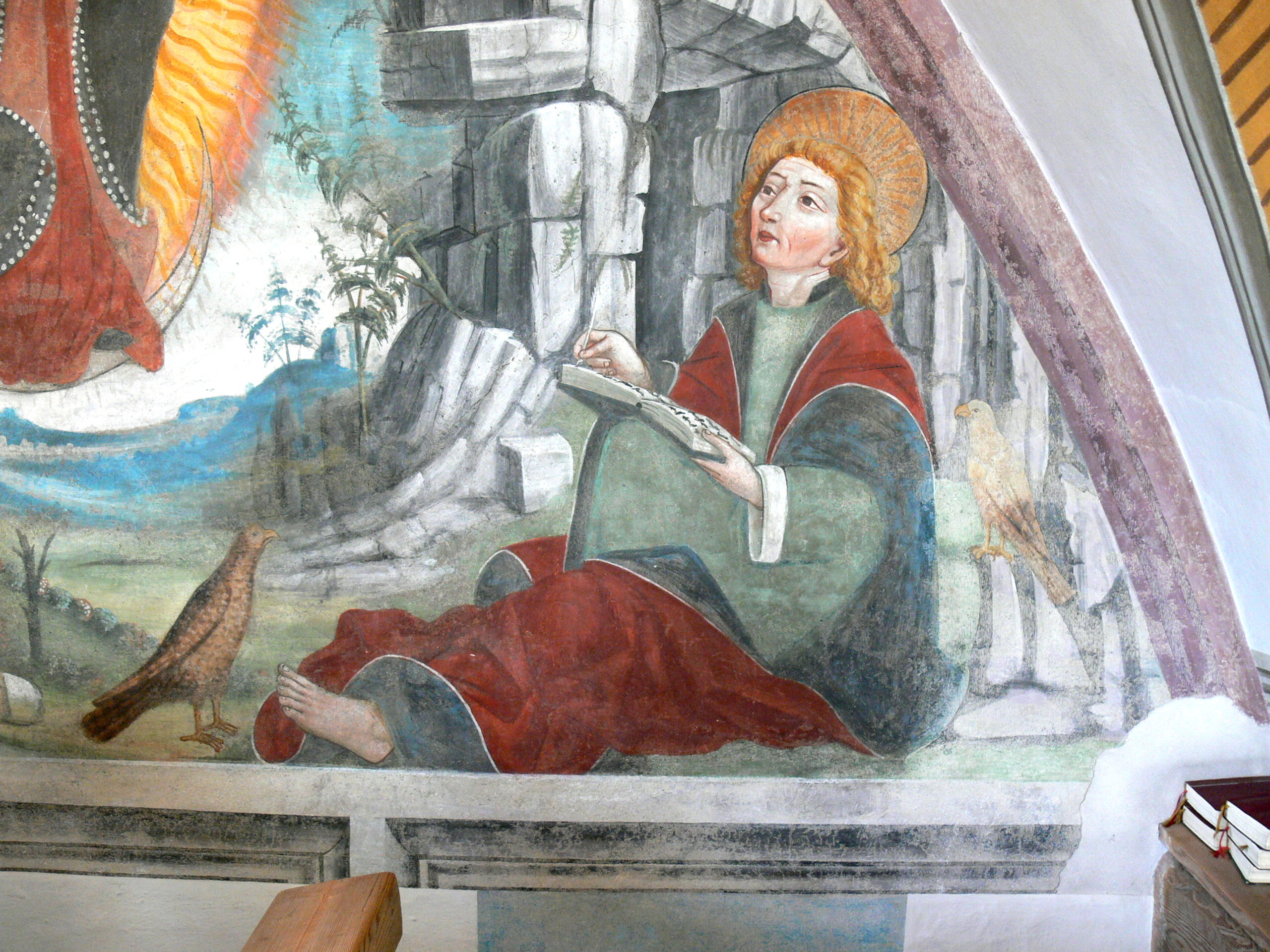
Johannes auf Patmos, Fresko in Mitterolang (um 1500)

Simon von Taisten, eigentlich Simon Marenkl (* um 1450/1455 vermutlich in Taisten, Südtirol; † um 1515) war ein spätgotischer Tiroler Maler. Aus seiner Hand sind zahlreiche Fresken, Tafel- und Altarbilder im Bereich der ehemaligen Vorderen Grafschaft Görz (Pustertal, Osttirol, westliches Kärnten) erhalten.

## Leben
Simon wurde vermutlich um 1450/1455 in Taisten im Pustertaler Gericht Welsberg geboren. Der Beiname "Mareigl" wurde Simon von Taisten aufgrund einer in den 1730er Jahren verfassten Notiz zum Hochaltar von Heiligenblut verliehen. Dem Kunsthistoriker Hans Semper zufolge bezieht sich Mareigl in der Notiz zum Hochaltar wohl eher auf den Südtiroler Maler Marx Reichlich, der einen wesentlichen Teil des Altars schuf. Die Theorie von Heinrich Waschgler, der Begriff Mareigl beziehe sich auf den Familiennamen des Simon von Taisten, der seinen Ursprung im in Taisten gelegenen Marenklhof habe, stützt sich auf die Annahme, dass der Kärntner Pfarrer, der die Notiz in Heiligenblut verfasst hat, Marenkl - seinem Dialekt entsprechend - als Mareigl ausgesprochen hätte. Mareigl wäre also die lautschriftliche Version des Namens Marenkl. Dass Marx Reichlich der Hauptmeister des Altars in Heiligenblut ist, ist wissenschaftlich nicht bestritten, steht aber in Opposition zur Deutung des Begriffs Mareigl als Beiname des Simon von Taisten. Der Kunsthistoriker Rudolf Ingruber identifiziert die beiden Theorien als die wissenschaftliche und die touristische Deutung.
Seine erste Ausbildung erfolgte im Umfeld des Meisters Leonhard von Brixen, so boten die Fresken von St. Georg in Taisten dem jungen Maler eine passende Gelegenheit, den für die 1470er schon als veraltet geltenden Stil der 1450er Jahre zu studieren. Nach Leonhards Tod 1474 profitierte Simon noch in den 1470ern künstlerisch von der Werkstatt Friedrich und Michael Pachers und übernahm so Pachersche Formulierungen, ohne aber deren Schüler gewesen zu sein.
Seine Altäre schuf Simon in Zusammenarbeit mit einer Schnitzwerkstatt, die nach der Auftrag gebenden Äbtissin des Klosters Sonnenburg Stammliste der Künigl (1472–1498) den Namen „Meister der Küniglaltäre“ führt. In dieser Altarwerkstatt schuf er zusammen mit seinem Bruder Veit, der als Bildschnitzer arbeitete, zahlreiche Werke für das Pustertal dies- und jenseits der Wasserscheide am Toblacher Feld.
Erste Arbeiten finden sich vor 1474 im Benediktinerinnenstift Sonnenburg. Da Meister Simon seine Arbeiten regelmäßig datierte, lassen sich die weiteren Werke gut nachvollziehen. 1474 schuf er Wandmalereien in Aufkirchen/Toblach, 1479 war er in der Kirche von Vierschach tätig, 1481 in Mitterolang und Taisten, dann bis 1484 an der Herrenpassion in der Wallfahrtskirche von Obermauern mit den 29 Passionsszenen und dem Martyrium des hl. Sebastian. Um 1484 entstand die Ausmalung der Kirche von Geiselsberg, die Christophorusdarstellung 1489. 1490 entstanden die Passionsmalereien an der Fassade von St. Jakob in Taisten, 1491/92 die Chorfresken und den Gekreuzigten in St. Magdalena in Niederdorf, 1491 das Beweinungsfresko an der Pfarrkirche von Taisten. Um 1495/1500 entstand die Ausmalung des Chores in Obermauern. Zu den späteren Arbeiten gehören Wandbilder in St. Jakob in Taisten (1501), St. Anna in Niederdorf (1503), St. Mauritius in Innichen (1503), St. Jakob in Dietenheim (1506). Die Ausmalung der Burgkapelle von Schloss Stein (Dellach im Drautal) datiert von 1505 und bringt wie in Schloss Bruck (Lienz) die görzischen Stifterwappen mehrere Jahre nach dem Aussterben des Geschlechts. Letzte Zeugnisse seines Schaffens stellen das Christophorusfresko in Aufkirchen und die Verkündigung in St. Anna in Niederdorf.
Ab dem Ende der 1480er lässt sich in Simons Bildern ein südlicher Einfluss feststellen, weshalb Vermutungen geäußert werden, dass er in dieser Zeit in Friaul gewesen sein könnte. Alternativ wird ein Aufenthalt in der Region um Padua für Simon als möglich gehalten, begründet mit geschäftlichen Beziehungen zu Paola Gonzaga, welche ihm die Möglichkeit zu Weiterbildungen verschafft hätte. Diese Verbindungen waren zwar durch die görzischen Auftragsarbeiten gegeben, können aber Hinsichtlich Italien-Aufenthalt ebenso wenig begründet werden wie die legendhafte Begründung für Errichtung und Ausmalung der Magdalenskirche in Niederndorf auf Grund einer Heilung der Gräfin in den Bädern von Prags (ein Vorgängerbau ist in Niederndorf seit 1271 dokumentiert).
Zwischen 1490 und 1496 war Simon von Taisten auch in der Residenzburg der Görzer Grafen, Schloss Bruck in Lienz, tätig. Die zu Ende des 13. Jahrhunderts errichtete, zweistöckige Burgkapelle romanischen Stils erhielt Mitte des 15. Jahrhunderts ein neues Bildprogramm. Simon setzte die gotische Umgestaltung, welche 1442 mit der Einfügung eines Kreuzrippengewölbes durch die Görzer Bauhütte und 1452 durch die Ausgestaltung der Apsiskalotte durch Nikolaus Kenntner begonnen wurde, mit einem breiten Bilderzyklus fort. Der Theologie der Zeit entsprechend und auf die Görzer Dynastie blickend, folgen die Darstellungen dem Leitgedanken der Bitte um überirdischen Schutz und Verewigung durch Nachkommenschaft: Szenen aus dem Marienleben (Mariä Verkündigung, der Tod Mariens, Schutzmantelmadonna), der Passion Christi (etwa die Ölberg-Szenerie) und Heilige als Fürsprecher im Jenseits (hier vor allem der Nothelfer-Zyklus in der Apsis der Unterkapelle). Unter den himmlischen Bewohnern finden sich immer wieder auch die Auftraggeber der Fresken, Graf Leonhard von Görz (1444–1500) und seine Ehefrau Paola Gonzaga (1464–1496). Die Wappendarstellung im Läuteerker des Oberschoßes (das Wappen derer von Görz und Gonzaga wird von einem Engel in den Himmel getragen) lässt vermuten, dass dieser Teil schon als "ewige Gedechtnus" an das nun aussterbende Adelsgeschlecht konzipiert wurde.
Abseits religiöser Kunst war Simon auch mit profanen Malerarbeiten beschäftigt, wie ein Schreiben aus dem Jahr 1507 zeigt. In diesem wendet er sich an König Maximilian (den späteren Kaiser) mit der Bitte um Begleichung der Rechnung zu Arbeiten, welche er noch zu Lebzeiten Graf Leonhards in dessen Stadthaus am heutigen Lienzer Hauptplatz erledigt habe, nämlich „etliche Slittentruhen, Kuchlwagen, Camerwagen gemalt, Wappenrock vergult und 70 Spies gemalt, und anders in seiner Gnaden Behausung gemacht. Und von solcher meiner getanen Arbeit nit mer dann ein Gulden von seinen Gnaden empfangen und mich für und für vertröst schon zu bezalen, das sich also verzogen. In dem ist sein Gnad mit Tod abgegangen. [...] Symon maler von Taisten“. Die Auszahlung erfolgt in den kommenden Jahren bis 1509 in Raten.
Simon von Taisten starb vermutlich um 1515.

## Werk
Simon von Taisten zeigte sich als Künstler wie als Geschäftsmann durchaus geschickt. Mit seiner in Taisten festgemachten Werkstatt konnte er rasch eine Vielzahl an Aufträgen erledigen, seine Verbindung mit zwei führenden Baufirmen der Region verhalf ihm zu Arbeiten bei hinsichtlich von Wünschen oft anspruchslosen Auftraggebern. Im Zentrum stand bei seinen großen Arbeiten oft angemessene Repräsentation, etwa in Form eines Stifterbildes oder durch Einfügen der Stifterwappen.
Erich Egg bezeichnet Taisten als „handwerklich gut, etwas Trocken. Die perspektivischen Heiligenscheine, die herabstürzenden Engel, Versuche der perspektive in Häuserzeilen und Innenräumen sind Anlehnung an die Pacher. Die untersetzten Figuren und die dichtgedrängten Szenen verraten Volkstümlichkeit und manches Unvermögen, während die gelungene enge Verbindung von Menschen und Landschaft die Stärke des Malers ist. Im Kolorit tritt der alte gotische Farbenkanon an die Stelle von Pachers Licht und Schatten und dessen Tonwerten. Simon von Taisten übersetzt bei allen Einschränkungen die Pacherischen Ideen in das Volkstümliche“.
Im Sommer als Freskenmaler beschäftigt, erhielt er die Werkstatt in den Wintermonaten als Tafelmaler und Altarbauer mit seinem Bruder Veit sowie durch einfache Malerarbeiten an diversen herrschaftlichen Gebrauchsgegenständen. Simon wandte neue Techniken wie den Holzschnitt geschickt an und zeigte auch Effizienz durch Wiederholung. Zahlreiche Kompositionen finden sich bei ihm nicht nur ein einziges Mal, sondern wiederholt an verschiedenen Orten.

### Fresken
- um 1474, Benediktinerinnenstift Sonnenburg, Ursula mit 10.000 Jungfrauen
- 1474, Toblach-Aufkirchen, Zur Schmerzhaften Muttergottes – St. Maria, (Langhausfresken (Hl.) Christophorus, zwei Kirchenväter, Magdalena mit zwei Engeln)
- um 1479, Vierschach, Magdalenenkirche, Ausmalung
- um 1480, Benediktinerinnenstift Sonnenburg, Freskenfragmente
- 1481, Mitterolang, Ägydiuskirche, Abendmahl und Marienerscheinung
- 1481 oder 1491, Welsberg-Taisten, Erasmuskapelle der Pfarrkirche, Beweinung Christi
- bis 1484, Wallfahrtskirche von Obermauern, 29 Passionsszenen
- 1484, Geiselsberg, St. Wolfgang, Apsisausmalung (vier Evangelistensymbole, Pietà, Schlussstein)
- 1484, Wallfahrtskirche von Obermauern, Sebastianfresko
- 1484, St. Lorenzen, Pfarrkirche, Christus am Ölberg (Außenwand)
- 1489, Geiselsberg, St. Wolfgang, Christophorusfresko (Turm - Außen), Heilige (über Eingangsportal)
- um 1490, Gsies, St. Martin, Passionsszene (Ecce-homo)
- um 1490, Obertilliach, St. Nikolaus in Moos, drei Heilige in Apsis, Kreuzigung und Christophorus (außen)
- um 1490, St. Johann im Spital/Sonnenburg, Fresken
- um 1490, St. Johann im Spital/Sonnenburg, Volto Santo und Heilige
- 1490, Welsberg-Taisten, Friedhofskapelle St. Jakob, Passionsfresken (Außen, Westwand)
- 1491, Niederdorf, St. Magdalena in Moos, Chorfresken (4 Evangelistensymbole, Verkündigung, Fußwaschung durch Magdalena)
- 1492, Niederdorf, St. Magdalena in Moos, Christophorusfresko
- um 1495, Obermauern, Ausmalung des Chores
- vor 1495, Pfalzen, Dorfstraße Richtung St. Virgil Kirche, Bildstock (Passion, Kreuzigung, Ölberg – letzte Versuchung, Auferstehung)
- 1495, Taisten, St. Georg, Sonnenuhr (Außen, Südwand), gekreuzigter Christus (Außen, Apsis) und Thronende Madonna mit St. Sebastian und St. Blasius (Außen, Nordwand)
- vor 1496, Lienz, Schloss Bruck, Ausmalung der Burgkapelle (Marientod; 14 Nothelfer und Johannes der Täufer, Stephanus, Ottilie, Pantaleon, Florian, Antonius von Padua, Alexius; Geburt Christi, Verkündigung, Schutzmantelmadonna, Jüngstes Gericht und Anfang der Geißelung, vier Evangelisten und vier Kirchenväter) Seit einem Internationalen Symposium 2021 ist wissenschaftlich bestritten, dass alle der aufgeführten Fresken in der Kapelle des Schloss Bruck Simon von Taisten zuzurechnen sind.[4]
- um 1498, Obermauern, Marientod
- 1498, Taisten, St. Georg, Schlusssteintäfelchen (Werkzeuge der Passion Christi, Blasius von Sebaste, Martin von Tours, Florian, Georg)
- um 1500, Obermauern, Interzession und Wandtabernakel
- 1501, Welsberg-Taisten, Friedhofskapelle St. Jakob, Altarwandfresken (vier Evangelistensymbole, Dreifaltigkeit) und Langhausmalereien (Teile des Jüngsten Gerichts)
- 1503, Innichen, ehemalige Mauritiuskirche (heute Burgweg 4), Sebastiansmartyrium
- 1503, Niederdorf, Kapelle von St. Anna,  Kreuztragung
- 1505, Dellach im Drautal, Schloss Stein, Ausmalung der Burgkapelle (vier Heilige, Ölbergszene, Kreuzigung, vier Evangelisten)
- 1505, Taisten, St. Georg, Triumphbogenwand (Verkündigung, Gnadenstuhl, Evangelistensymbole, Heilige) und Langhaus (Kreuzigung)
- 1506, Dietenheim, Apostel Jakobus d.Ä., Gregorsmesse
- um 1515, Percha, St. Kassian, Christophorusfresko
- 1515, Niederdorf, Kapelle von St. Anna, Verkündigungsfresko
- 1515, Toblach-Aufkirchen, Zur Schmerzhaften Muttergottes - St. Maria, Christophorusfresko

### Tafelbilder
- Cosmas-und-Damian-Altar (Stadtmuseum Bozen)
- St. Jakobs-Altarflügel (Stadtmuseum Bozen)
- Laurentius-Altarschrein (Tiroler Landesmuseum, Innsbruck)
- Passionsaltarflügel (Tiroler Landesmuseum, Innsbruck)
- Geburt Christi (Tiroler Landesmuseum, Innsbruck)
- Marientod (Tiroler Landesmuseum, Innsbruck)
- Gregorsmesse (Tiroler Landesmuseum, Innsbruck)
- St. Ulrichs-Altar (St. Peter in Lavant)
- 2 Altarflügel (Pfarrkirche Zwickenberg in Kärnten)
- Hl. Sippe und Predellenrückseite (Pfarrkirche Heiligenblut)
- Altarflügel aus St. Johann in Ahrn mit Johannes dem Täufer und Johannes Evangelist, um 1500 (Diözesanmuseum Brixen)